# Newton St Faith
Newton St Faith – osada w Anglii, w Norfolk. Leży 9,1 km od Norwich i 162,5 km od Londynu. W latach 1870–1872 miejscowość liczyła 273 mieszkańców.